# مرس (مقاطعة كلاردشت)
مرس (بالفارسية: مرس) هي قرية تقع في Kuhestan Rural District في إيران. يقدر عدد سكانها بـ 72 نسمة بحسب إحصاء 2016.